# Kaiserpokal 1982
Der Kaiserpokal 1982 war die 62. Austragung des Kaiserpokals, des höchsten japanischen Fußballpokalwettbewerbs. Sieger des Wettbewerbs waren die Yamaha Motors.

## Ergebnisse

### 1. Runde
|                             | Ergebnis        |                                  |
| --------------------------- | --------------- | -------------------------------- |
| Japanische Sportuniversität | 1:1 (2:1 i. E.) | Morioka Zebra                    |
| Nippon Kokan                | 2:0             | Yamaguchi Teachers               |
| Handelsuniversität Osaka    | 1:2             | Mazda                            |
| Furukawa Electric           | 3:1             | Universität Fukuoka              |
| Sangyō-Universität Kyōto    | 0:4             | Nippon Steel                     |
| Teijin                      | 0:2             | Matsushita Electric              |
| Tanabe Pharmaceutical       | 2:1             | Daikyo Oil                       |
| Toshiba                     | 1:2             | Yamaha Motors                    |
| Fujitsu                     | 4:3             | Honda Motors                     |
| Hitachi                     | 3:1             | Kokushikan-Universität           |
| Universität Sapporo         | 1:2             | Nissan Motors                    |
| Nissei Plastic Industrial   | 1:2             | Landwirtschaftsuniversität Tokio |

### Achtelfinale
|                                  | Ergebnis |                             |
| -------------------------------- | -------- | --------------------------- |
| Fujita Industries                | 6:2      | Japanische Sportuniversität |
| Nippon Kokan                     | 1:2      | Mazda                       |
| Furukawa Electric                | 3:0      | Nippon Steel                |
| Matsushita Electric              | 2:4      | Yanmar Diesel               |
| Mitsubishi Heavy Industries      | 2:0      | Tanabe Pharmaceutical       |
| Yamaha Motors                    | 1:0      | Fujitsu                     |
| Hitachi                          | 3:1      | Nissan Motors               |
| Landwirtschaftsuniversität Tokio | 0:2      | Yomiuri                     |

### Viertelfinale
|                             | Ergebnis        |               |
| --------------------------- | --------------- | ------------- |
| Fujita Industries           | 3:0             | Mazda         |
| Furukawa Electric           | 0:0 (2:3 i. E.) | Yanmar Diesel |
| Mitsubishi Heavy Industries | 0:1             | Yamaha Motors |
| Hitachi                     | 0:1             | Yomiuri       |

### Halbfinale
|                   | Ergebnis |               |
| ----------------- | -------- | ------------- |
| Fujita Industries | 1:0      | Yanmar Diesel |
| Yamaha Motors     | 2:0      | Yomiuri       |

### Finale
|                   | Ergebnis |               |
| ----------------- | -------- | ------------- |
| Fujita Industries | 0:1      | Yamaha Motors |